# Цианид платины(II)
Цианид платины(II) — неорганическое соединение, 
соль металла платины и синильной кислоты с формулой Pt(CN)2,
жёлто-коричневый студнеобразный осадок,
не растворяется в воде.

## Получение
- Действие тетрахлороплатината(II) калия на тетрацианоплатинат(II) калия:

{\displaystyle {\mathsf {K_{2}[Pt(CN)_{4}]+K_{2}[PtCl_{4}]\ {\xrightarrow {}}\ 2Pt(CN)_{2}\downarrow +4KCl}}}

## Физические свойства
Цианид платины(II) образует жёлто-коричневый студнеобразный осадок.
Не растворяется в воде и щелочах.